# Аскопе (провинция)
Аскопе (исп.  Provincia de Ascope) — одна из 12 провинций региона Ла-Либертад в северо-западной части Перу.

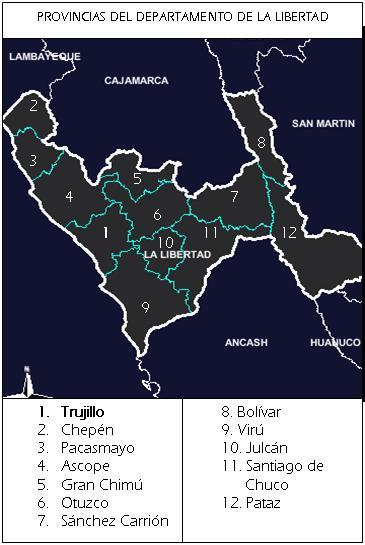
Административное деление региона Ла-Либертад. Провинция Аскопе обозначена под № 4

Провинция расположена на побережье Тихого океана в 620 км к северу от Лимы, столицы Республики Перу на правом краю реки Чикама. Занимает площадь 2 655,75 км².
Население в 2007 г. составляло 116 229 человек.
Создана 1 июня 1984 г.
Административно разделена на 8 округов:
- Аскопе
- Каса Гранде / Casa Grande
- Чикама / Chicama
- Чокопе / Chocope
- Магдалена де Као / Magdalena de Cao
- Паиджан / Paiján
- Разури / Rázuri
- Сантьяго де Као / Santiago de Cao